# Biantes longimanus
Biantes longimanus – gatunek kosarza z podrzędu Laniatores i rodziny Biantidae.

## Występowanie
Gatunek występuje w Indiach.